# プルム・プルナ
プルム・プルナ（Pullum Purna）は、カプコン、アリカの対戦型格闘ゲーム『ストリートファイターEX』シリーズ、およびアリカの対戦型格闘ゲーム『ファイティングEXレイヤー』に登場する架空の人物。

## 概要
アラブの大富豪バルバ・プルナの一人娘。ただし、父親バルバは失踪して消息不明（後述）となっており、祖父と宮殿で暮らしていた。友人に同じく「世界お嬢様倶楽部」のメンバーであるブレア・デイム、ボディーガードにダラン・マイスターがいる。無邪気で明るくお転婆な性格で、付き添うダランをよく困らせている。『EX』シリーズでは、『EX2』のみダランともども登場しておらず、『EX2 PLUS』で共に復帰した。
大好きな優しい祖父が影では別人のようにシャドルーの名を口にしながら不可解な行動を取っていることを知り、「シャドルーさん」なる人物および行方不明の父親を探す旅に出る。アーケード版『EX』のエンディングでは、彼女本人は気づいてはいないものの、彼女の血縁がシャドルーの組織のひとつであることと、密かに彼女がシャドルーの幹部候補とされていることが明かされている。『EX2 PLUS』のエンディングでは本来の目的を忘れ、好奇心探求の旅をしている。
なお、彼女の父親バルバは巨大犯罪組織シャドルーを壊滅させるため、裏で密かに戦闘兵器「サイクロイドγ」を開発していたが、完成直前に内通者の通報によって幽閉されてしまった。プルムは父親が幽閉されている事実を知らずにいる。
また、王家とも繋がりがあるらしく、『EX2 PLUS』以降では国王崩御の後、皇女の座に就いている。
『ゲーメスト』1997年11月30日号増刊『ギャルズアイランド5』で個人プロフィールが明かされていたが、『ストリートファイターV』の公式ホームページ「シャドルー格闘家研究所」の「キャラ図鑑」にて内容を変更した新たな個人プロフィールが明かされた。ここでは、失踪したとされる父バルバが、シャドルー基地で開発研究の仕事に就いていると語られている。また、後に「サイクロイドγ」の紹介ページにて、バルバとサイクロイドγは強引にシャドルー所属にさせられた上で、バルバはγの最終調整を断っていることが語られている。
『ファイティングEXレイヤー』では、父親が失踪後、名代として地域を統治し退屈な日常から抜け出す機会を狙っていた。自分のボディーガードであるダランがいなくなったことと、父親の失踪に関連する情報を得て、自ら2人の行方を探しに行くことを宣言する。また、父親の技術センスを調査していると思われるエリアに接触するが、彼女から自分の所有するタンバリンがどこから出しているのかと問い掛けられている。

## ゲーム上の特徴
ダンスを踊るような格闘スタイル。機動力に優れ、足技が豊富なので、接近戦が得意。ジャンプは遅いが、二段ジャンプが可能。空中から出す必殺技もある。

## 各種技の解説
彼女の一部の技名にはトランプのマークなどの特殊記号が使われている。ゲーム内やアリカ公式サイトのコマンドリストでは、技名の記号が中黒（・）で代替表記されている。

### 通常技
ここでは『ストEX PLUS α』での技名称を掲載。なお、立ち状態の遠近およびジャンプ状態の垂斜の区別はない。
| 操作     | 立ち                 | しゃがみ           | ジャンプ           |
| -------- | -------------------- | ------------------ | ------------------ |
| 弱パンチ | プルムパンチ         | プルムジャブ       | フェミナジャブ     |
| 中パンチ | プルムチョップ       | プルムストレート   | フェミナストレート |
| 強パンチ | プルムパーンチ       | プルムアッパー     | フェミナストレート |
| 弱キック | プルムハイキック     | プルムキック       | フェミナキック     |
| 中キック | プルムミドルキック   | プルムサイドキック | フェミナキック     |
| 強キック | プルムステップキック | プルムスピンキック | フェミナヒール     |

### 投げ技
オーデンス・フット
相手の両腕をつかみ、勢いを付けてバク転の要領で顔面を蹴り上げる。
ネック・ファクタ
相手の頭部を両足で挟み、横に倒れて叩きつける。『EXレイヤー』では相手を飛び越した際にタンバリンを叩きつけるものに変更された。
ダンス・ウインド
笑いながら相手の両腕をつかみ、ジャイアントスイングのように振り回す空中投げ。

### 特殊技
アラクル・リスト
飛び掛かりながらのハンマーナックル。しゃがんでいる相手にヒットすると跳び箱のように飛びながら前方へ回り込む。
空中版もあり、こちらは落下しながら動作を行う。空中版は相手の状態に関わらずヒットすると大きく前方へ跳ねる。
リバース・アンクル
『EX2 PLUS』以降から追加。空中から後ろの方向へ向かって蹴りを放つ。
アラクル☆アンクル
ガードブレイク、および『EX3』でのハードアタック。「テネル♧キック」のように飛び上がり踵を落とす。
フェミナウインド / フェミナ・ウインド
2段ジャンプ。『EX』から『EX plus α』までと『EXレイヤー』では特殊技となっており、ジャンプ中にもう一度ジャンプ動作を行うことで発動する。
『EX2 PLUS』と『EX3』では空中で発動するコマンド必殺技となっており、押したパンチボタンの弱中強によってジャンプ方向の前後が変化する。こちらは必殺技のため通常技をキャンセルして発動可能。

### 必殺技
ドリル♤プルス
錐揉み回転しながら蹴りを繰り出す突進技。『EX plus』『EX plus α』ではガードされると丸まって跳ね返る。
空中版は弱中強の順に技名が「ドリル♤プルス40°」「 - 60°」「 - 80°」となっており、角度を付けて斜め前下に繰り出す。地上版よりも突進速度が速い。
プリム♢キック
飛び上がりながらサマーソルトキック。2ヒットする無敵対空技。
テネル♧キック
飛び掛かりながら、踵で蹴りを繰り出す中段技。『EX plus α』までは単発ヒットで、ボタンの強弱で飛距離が変化する（弱は素早く距離が長い）。『EX2 PLUS』以降は飛距離が一定の代わりに強さによってヒット数が異なり、中では2ヒット、強では3ヒットする。

### スーパーコンボ
レスアル★カーナ
飛び踵落としを4回繰り出した後に「プリム◇キック」に繋ぐ。
プラエク♥ラーム
バレリーナのように回転しながらの回し蹴り。空中でも発動可能。
カインド♠ウインド
『EX2 PLUS』から追加。空中から斜め下に向かって小さな竜巻を発生させる。
グラドゥス♣パール
『EX2 PLUS』から追加。音符を飛ばすメテオコンボ。ヒットするとBGMが「Arabesque（『EX』でのプルムのテーマ）」に変化する。音符を受けた相手はプルムにつられて腰に両手を当てて踊って回転するが、徐々に速くなるテンポについていけず、体力を消耗して倒れてしまう。
グラドゥス♣パール2000
『EX3』で「グラドゥス♣パール」の音符がヒットする前に特定のコマンド追加入力を行うと、通常版とは技の演出が変化し、激しく踊った後に相手と両手をつないで回り出す。ダメージは変わらない。
グラドゥス♣パール2000 with ダラン
『EX3』でパートナーがダランの時に「グラドゥス♣パール2000」を出し、さらに続けて追加入力を行うとダランも一緒に混ざって踊り出す。
メテオタッグコンボ・プルム&ダラン
『EX3』でダランがパートナーの時に発動可能なメテオタッグコンボ（個別の技名はない）。「グラドゥス♣パール」と同様の音符の飛び道具を飛ばし、ヒットするとダランが相手をつかんで引き込み、ダランの腹の上で相手とプルムがトランポリンのように跳ね続ける。

## 登場作品
- 対戦型格闘ゲーム
  - 『ストリートファイターEX』シリーズ（『EX2』を除く）
  - 『ファイティングEXレイヤー』

## 担当声優
- 坂本千夏（『ストリートファイターEX』シリーズ）
- 石田嘉代（『ファイティングEXレイヤー』）